# Henri-Pierre Delaage
 (septembre 2021).
Si vous disposez d'ouvrages ou d'articles de référence ou si vous connaissez des sites web de qualité traitant du thème abordé ici, merci de compléter l'article en donnant les références utiles à sa vérifiabilité et en les liant à la section « Notes et références ».
Henri-Pierre Delaage, baron de Saint-Cyr, né le 23 janvier 1766 à Angers et mort le 22 décembre 1840 dans cette même ville, est un général français de la Révolution et de l’Empire.

## Sa jeunesse sous l'Ancien Régime[1]
Henri-Pierre Delaage est le fils unique de Jean-Pierre-Germain Delaage, directeur de l'économat du diocèse d'Angers. Le jeune garçon passe son enfance entre le domicile de ses parents, dans la cité, et la propriété de Vaugoyeau, à Saint-Barthélemy (aujourd'hui Saint-Barthélemy-d'Anjou). Après ses études, d'un bon niveau, étant donné son milieu familial, Henri-Pierre est tout naturellement attaché à l'économat du diocèse puis surnuméraire dans l'administration des Domaines.
Sa carrière aurait pu se poursuivre dans les pas de son père si ce n'est que le jeune Henri-Pierre, patriote et d'un tempérament fougueux, envisage une tout autre destinée. Les événements de 1789, à Paris, créent une agitation sociale amenant la bourgeoisie angevine à constituer un corps de volontaires chargé d'assurer "la tranquillité publique". Il fait partie des canonniers volontaires d'Angers avec le grade de sergent.

## États de services aux armées[1],[2]
En 1791, avec la création  de corps de volontaires nationaux chargés de défendre les frontières de l'Est, Delaage s’enrôle dans le  1er bataillon de volontaires de Maine-et-Loire, sous les ordres du lieutenant-colonel Nicolas Beaurepaire où il est élu par ses camarades, le 4 août 1791, au grade de Sous-lieutenant de grenadiers.  

### La guerre contre la Coalition (1791-1793)
Le 31 janvier 1792, pour seconder Beaurepaire, Delaage est nommé adjudant-major par le général Dumouriez. Le 1er mai 1792, après une longue attente en Loire-Inférieure, le  1er bataillon de volontaires de Maine-et-Loire  part enfin vers l'Est pour rejoindre l'armée du Centre. Delaage fait partie de la garnison de Verdun et observe ce qui a causé la reddition de la ville, le 2 septembre 1792. Il reste dans la place avec 50 hommes afin d'enlever le corps du commandant Beaurepaire qui se serait donné la mort pour éviter de signer la capitulation. La Convention nationale lui accordera les honneurs du Panthéon sans toutefois que son corps n'y fut jamais déposé. 

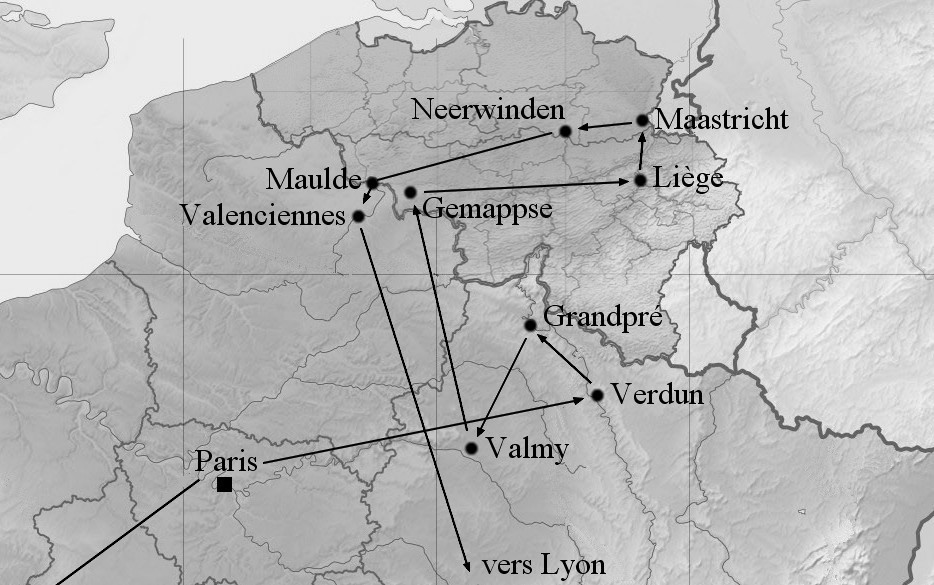
Parcours de Delaage contre la Coalition.

Après avoir mis en terre leur commandant dans le cimetière de Sainte-Menehould, bien des hommes du 1er bataillon de volontaires décident de rentrer au pays, comme leur contrat les y autorise. Le lieutenant-colonel Lemoine prend le commandement du bataillon qui rejoint l'armée du Nord. Les états de services de Delaage attestent de sa présence au défilé de Grand-Pré et au "camp de la Lune" qui n'est autre que Valmy. Nous sommes le 20 septembre 1792, c'est la première victoire de l'Armée française face aux coalisés. 
Avec l'armée de Dumouriez, il est à Jemmapes, à Mons, à Bruxelles et à Liège le 28 novembre où s'apercevant que les tirailleurs français hésitent à pénétrer dans un bois défendu par l'ennemi, Delaage s'y précipite suivi seulement d'un tambour et met en fuite les Autrichiens, écrit Mullié dans sa biographie des célébrités militaires. 
L'année suivante, il est au siège de Maastricht , au combat de la Montagne-de-Fer et à la bataille de Neerwinden. Il prend part à toutes les fatigues des vingt jours de l'armée de Belgique. Ce nouvel échec marque le début de la retraite et le commencement de l'invasion de la France. 
Au camp de Maulde, près de Valenciennes, dans les premiers jours d'avril 1793, lorsque Dumouriez excite son armée à marcher contre la Convention. Delaage ayant répondu à cette proposition par le cri de « Vive la liberté, périssent les traîtres ! », un officier du hussards fond sur lui le sabre à la main ; il fait alors apprêter les armes à sa troupe ce qui incite le général en chef à interrompre la revue et à s'éloigner. Nommé capitaine de la 5e compagnie de son bataillon le 25 avril suivant, il prend part à la bataille de Famars, sous les murs de Valenciennes puis avec les 600 hommes restant du 1er bataillon de volontaires de Mayenne-et-Loire, il fait partie de la garnison chargée de défendre la ville. Lors de la capitulation de la place, le 28 juillet, il est fait prisonnier par les Autrichiens et obtient, peu après un échange de prisonniers, sa libération à condition d'être employé dans l'intérieur.  
Adjoint à l'état-major le 27 septembre 1793 et affecté à l'armée des Alpes, il se trouve au siège de Lyon, à la suite duquel il est envoyé dans l'armée de l'Ouest engagée dans la "Virée de galerne" contre les Vendéens.

### Guerres de Vendée 1793-1800)
Dès le 25 octobre 1793, il défend l'artillerie de la division Beaupuy dans la déroute éprouvée à la bataille de Croix-Bataille. Dans une mêlée sanglante où les Vendéens se sont emparés des canons des Républicains, quoique blessé et renversé par la chute de son cheval tué sous lui, il conserve le commandement de sa colonne et reprend son artillerie. Dans une autre circonstance, Kléber, ralliant ses soldats lors de la bataille de Dol, dit à Delaage : « Tiens ferme une demi-heure à l'entrée du pont et l'armée est sauvée ! », ordre si bien exécuté que Kléber demande pour lui à la Convention le grade de général de brigade. Les représentants lui décernent  le grade d'adjudant-général chef de brigade provisoire le 8 frimaire An II [28 novembre 1793] confirmé le 25 prairial An III.
Le 15 frimaire an II [5 décembre 1793]  alors que les Vendéens assiègent Angers, Kléber lui ayant donné le commandement de son avant-garde, Delaage part de Châteaubriant, arrive en douze heures devant Angers et les contraint  à renoncer à leur attaque. Delaage est accueili en héros par les représentants et ses amis : "Ce cher Delaage, le ciel nous devait de l'avoir pour libérateur" dira l'un d'eux. 
À la bataille du Mans le 22 du même mois, il leur enlève vingt pièces de canon. Si dans cette bataille, les Républicains se livrent à des massacres sur la population, Marceau et l'intrépide Delaage, parcourant les rues au grand galop, du plat de leur épée, arrachèrent des mains des soldats les femmes et les enfants qu'ils allaient massacrer. Peut-être dénoncé pour son comportement humanitaire, à l'issue de la bataille du Mans, Delaage est arrêté par Carrier. Kléber, indigné, demande à un officier de porter l'ordre de le libérer. Vingt officiers des chasseurs se présentent, partent bride abattue, l'arrachent à la prison et le ramènent à l'armée.
Après la Virée de Galerne, nommé "commandant de la rive droite de la Loire, depuis Nantes jusqu'à Angers", il mène à cette époque différents combats sur les deux rives de la Loire, collaborant avec le général Cordelier et ses colonnes incendiaires : 
"Je profite de la marche de nos colonnes sur la rive [gauche] pour travailler sur la rive droite. J’ai fait traquer la forêt du Cellier et les bois y adjacents. Je crois qu’elle est enchantée car, d’après tous les rapports, même dans la nuit du 24, les espions balançaient entre mille et trois-mille hommes. […] Je prends tous les jours quelques nouveaux gibiers."
À la tête d'une colonne républicaine, il surprend dans le bocage plusieurs divisions vendéennes et défait les troupes de Stofflet à Chemillé. Sur ces entrefaites, une révolte ayant éclaté à Paimbœuf parmi les troupes de terre et les soldats de marine, Delaage rétablit la tranquillité et force les équipages à se rembarquer.
Il est nommé par le général en chef Lazare Hoche, commandant de la subdivision de Luçon quand il apprend que Charette s'efforce de réunir des troupes pour protéger le débarquement de la flotte anglaise. Delaage atteint son avant-garde à Saint-Vincent, le défait et lui enlève ses magasins d'armes, de munitions et d'uniformes anglais. Remis de cet échec, à la tête de 9 000 hommes et de 1 000 chevaux, Charette marche sur Luçon, et chemin faisant, attaque le 3 vendémiaire an IV [25 septembre 1795], le bourg de Saint-Cyr-en-Talmondais, défendu seulement par 200 républicains qui, retranchés dans l'église, résistent pendant plusieurs heures. Delaage arrive à la tête d'un détachement de seulement 1 000 hommes d'infanterie et d'un escadron de chasseurs à cheval, se porte en colonne sur le centre des Vendéens et les disperse, délivrant les 200 soldats encerclés dans le bourg. Le général en chef Hoche le félicite pour sa conduite et lui donne, le même jour, le commandement de la colonne de 1 500 hommes du général Boussard, tué dans cette affaire. Il se lance à la poursuite de Charette à qui il enlève son artillerie, détruit ses magasins à poudre et obtient la soumission de plusieurs villes royalistes. Lors d'une reconnaissance, il reçoit deux coups de sabre et ne doit son salut qu'à l'arrivée de deux officiers républicains. 
Depuis son départ d'Angers, en 1791, Henri-Pierre Delaage n'a pas cessé de combattre aux frontières du pays et dans l'Ouest. Au cours de ses six campagnes militaires, il a reçu de nombreuses blessures. Il est malade et souffre de l'usage trop fréquent du cheval. Le 19 juillet 1796, il se résigne à démissionner de l'Armée. Le 3 mars précédent, il avait épousé Marie Lemonnier, fille de Pierre Lemonnier, négociant, l'un de ceux qui lui avait fait un accueil chaleureux lors de la libération d'Angers en 1793. Le 4 juillet 1797, ils eurent un fils, prénommé Henri-Pierre.
Ce n'est qu'à la nouvelle insurrection vendéenne qu'il demande l'autorisation de reprendre du service. À cette occasion, le ministre Bernadotte lui écrit : « Quand on a fait un aussi bon emploi de ses armes, on ne doit pas les quitter ». Le 21 thermidor an VII [4 août 1799], Il est donc envoyé dans la 22e division militaire, faisant alors partie de l'armée d'Angleterre. À la tête des gardes nationales actives du pays et d'un détachement de la 28e demi-brigade de deuxième formation, il bat les Vendéens dans différentes rencontres. Escorté  par 14 hommes, il tombe près de Noailles dans une embuscade de 300 Vendéens qui, dès la première charge, le mettent presque hors de combat ; il parvient cependant à saisir le fusil d'un chasseur de sa troupe, blesse le chef ennemi et parvient à se dégager. Une autre fois, attiré à Chemillé dans le désir d'obtenir la soumission de quelques révoltés, il faillit être assassiné pendant la nuit ; mais au lieu de prendre la fuite, il charge les assaillants, se fait jour au milieu d'eux et regagne le poste où se trouvent ses soldats. Dans une autre circonstance, il cerne un rassemblement dans Moulins-sous-Châtillon, s'empare de 15 chefs et disperse le reste.
Ayant des connaissances en mathématiques et déjà doté d'une belle expérience militaire, Delaage sent qu'une étude sérieuse de la tactique ajouterait beaucoup à ses dispositions naturelles. Il est alors reconnu pour ses compétences et appelé à combattre auprès de Napoléon, dans l'armée d'Italie puis dans la Grande Armée.

### Campagnes dans la Grande Armée (1800-1812)
Sa septième campagne en Vendée à peine terminée, il se trouve encore à Cholet quand, le 9 germinal An 8 [30 mars 1800], il reçoit l'ordre du général Tilly, chef d'état-major de l'armée de L'Ouest, de se rendre à Tours afin d'y prendre le commandement de 6 000 hommes employés dans la  division Monnier de la campagne d'Italie. Il combat à Montebello, à la bataille de Marengo : dans la journée du 25 prairial An 8 [14 juin 1800], et lors d'une seconde attaque de Castel-Ceriolo, ayant éparpillé ses tirailleurs comme il l'a vu faire aux Vendéens, il réussit à s'emparer des pièces d'artillerie qui foudroient sa division. 
Mais cette campagne d'Italie a des conséquences sur son état de santé. Après la paix de Lunéville, le 1er vendémiaire an X [29 août 1801], il est admis au traitement de réforme  et se retire à Angers parmi les siens. L'Armée le rappelle après deux ans de cessation d'activité  et, porté sur le tableau des adjudants-commandants le 9 fructidor an XI [17 août 1803], il se rend, le 14 nivôse an XII [5 janvier 1804],  au cantonnement de Saintes. Après plusieurs demandes à la Chancellerie de la Légion d'honneur, il est fait "légionnaire" le 15 pluviôse an XII [5 février 1804], officier de l'ordre le 25 prairial suivant [14 juin 1804].
Le camp de Saintes étant supprimé, il est affecté au camp de Saint-Omer le 13 ventôse An 13 [4 mars 1805], sous les ordres du général Bourcier, commandant de la cavalerie légère de réserve. Il sert dans le 5e corps de la Grande Armée en Autriche, en Prusse et en Pologne en 1805, 1806 et 1807. Il se trouve à Wertingen, Ulm, Hollabrunn et Austerlitz, où le maréchal Lannes le charge d'aller rendre compte à Napoléon de la position du 5e corps à la suite d'un mouvement des Russes. Il est aussi à la bataille de Saalfeld, à la bataille d'Iéna et à celle de Pułtusk , le 26 décembre 1806, pendant laquelle le général Trelliard ayant été blessé, Delaage prend le commandement provisoire de la division, avec laquelle il poursuit les Russes dans leur retraite sur Ostrołęka et leur prend des caissons, des bagages et 160 traînards. Au cours d'un combat devant Tykocin, deux régiments français de cavalerie légère sont poursuivis par des forces supérieures mais Delaage contre-attaque les Russes avec le 21e régiment de chasseurs et arrête leur poursuite.
En juillet 1806, après sa victoire sur la Coalition, Napoléon crée la confédération du Rhin et accorde des dotations pour services rendus dans la Grande Armée. Delaage bénéficie de la dotation "du moulin de Zeigentrain du département de Werra en Westphalie", moulin loué pour 500 thales.
En juin 1808, il prend le commandement de la cavalerie du 5e corps de l'armée d'Espagne. Le général de division Suchet demande qu'il soit nommé général de brigade et ajoute que cet officier est adjudant-commandant depuis 14 ans. Devant le refus du ministère, Delaage s'adresse directement à Napoléon. Son courrier est-il parvenu à l'Empereur ? Il lui faudra attendre 1812 pour obtenir satisfaction. Il se distingue l'année suivante au siège de Saragosse et à la bataille d'Ocaña, ce qui lui vaut d'être cité honorablement dans les rapports des maréchaux Lannes, Soult, Mortier et Suchet. Pour récompenser sa contribution dans cette campagne, il est fait baron d'Empire avec le titre de Saint-Cyr pour honorer son fait d'armes en ce lieu.
La campagne d'Andalousie a fatigué Delaage qui ressent de nouveau ses blessures et bien d'autres maux. Mis en disponibilité pour cause de santé le 21 mai 1811, à peine rétabli, un ordre du 12 janvier 1812 lui ordonne de se rendre à Mayence pour y remplir les fonctions de chef d'état-major de la 1re division du 3e corps, avec lequel il fait la campagne de Russie sous les ordres du maréchal Ney. Ce dernier lui confie des missions spécifiques :  le 2 août, il le charge de la reconnaissance de Krasnoi et d'enlever les deux ouvrages qui flanquent l'enceinte de Smolensk. Le 7 du mois de septembre, à la bataille de la Moskova, il reçoit l'ordre de prendre, avec une brigade, deux redoutes au centre de la ligne des Russes lorsque deux graves blessures le contraignent à se retirer sur les arrières de l'armée. C'est le baron Larrey, le chirurgien en chef de la Grande Armée, qu'il doit la conservation de son bras gauche que le chirurgien de son bataillon voulait amputer. Dès le lendemain, sur la demande de plusieurs officiers généraux, l'Empereur le nomme (enfin) général de brigade sous les acclamations du 12e régiment qu'il commandait. Sur la route de son retour en France, et sur prescription de Larrey, il va "prendre les eaux à Tivoli.

### D'un régime à l'autre 1813-1831
le 17 juin 1813, à son retour en France, il est chargé  du commandement du Calvados. Après l'abdication de Napoléon en avril 1814, conservé dans cette fonction, comme chef militaire, il reçoit le duc de Berry à Caen. Sur les instances de ce dernier, il est fait chevalier de Saint-Louis le 29 juillet. Le 1er février 1815, il est mis en disponibilité avec un traitement de demi-solde et, le 14 février 1815, lui est décernée la croix de commandeur de la Légion d'honneur.
Pendant les Cent-Jours, Napoléon lui confie le commandement du département des Deux-Sèvres, où des troubles viennent d'éclater. Ses efforts pour éviter cette nouvelle guerre civile ne sont pas complètement vains : le 19 juin 1815, il est chargé par le général Lamarque de chasser les Royalistes qui viennent d'occuper Thouars. Il fait preuve d'humanité en les laissant fuir de la ville sans les combattre. Après la signature de l'acte de pacification, le général Delaage ayant remis au comte d'Autichamp son commandement sur la rive gauche de la Loire, retourne dans le département des Deux-Sèvres, où il reçoit, le 8 août, l'ordre de se retirer dans ses foyers.
À partir de cette date, rien n'est plus cité dans ses états de services et, le 30 décembre 1818, il est mis en disponibilité comme maréchal de camp dans l'état-major général de l'Armée. Enfin, le 30 août 1826, pour 31 ans de service effectif et 19 ans de campagnes, il est mis prématurément en retraite avec une pension de 3 400 francs.
En 1830, redoutant une insurrection dans les départements de l'Ouest, les autorités se rappellent ses loyaux services et l'emploie dans le département de Maine-et-Loire dès le 19 août. À 64 ans, il se retrouve de nouveau sous les ordres du général Lamarque pour contenir les mouvements provoqués par les légitimistes du département, ce qu'il fait avec trop de zèle, estime-t-on en haut lieu. Mis en disponibilité le 22 avril 1831, il est admis à la retraite par l'ordonnance du 5 avril 1832.

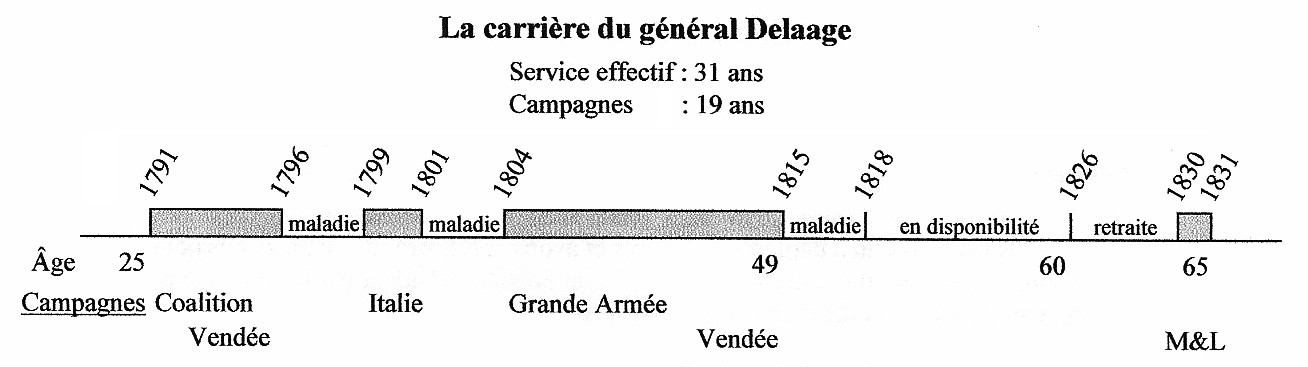

Ainsi se termine la carrière militaire du général Delaage. La dernière annotation de ses états de services est la suivante: " N'a eu d'interruption dans son grade que pour cause d'infirmités constatées, provenant des fatigues de la guerre".

## Henri-Pierre Delaage, Angevin et botanophile[1],[13]

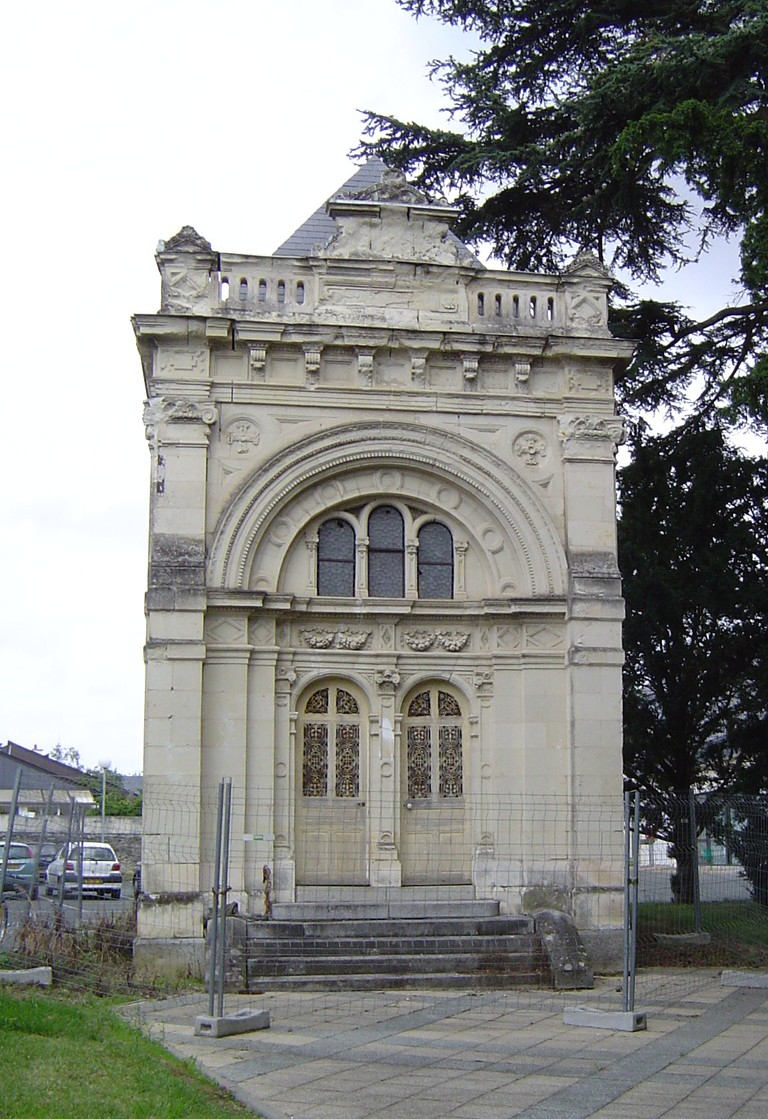
Chapelle de Vaugoyeau

Entre deux campagnes militaires, Henri-Pierre Delaage vient soigner des blessures et se ressourcer à Angers et à Saint-Barthélemy-d'Anjou, dans le domaine familial de Vaugoyeau. C'est en ce lieu que lui est venue sa passion pour la botanique et les roses en particulier.
À Angers, dans son hôtel particulier de la rue de l'Hôpital,  il dispose d'un jardin où il a quelques arbres fruitiers et des fleurs, mais à Vaugoyeau, il a en plus un verger, un vignoble de qualité reconnue et une roseraie.
Il conduit ses activités agricoles avec la même rigueur que sa carrière militaire. En 1828, il devient membre de La Société d'agriculture, sciences et arts d'Angers, renaissance de l'Académie royale d'Angers, créée par lettres patentes de Louis XIV et dissoute à la Révolution. Lors des séances, Delaage  communique le résultat de ses travaux à ses confrères. De 1830 à 1834, il fait plusieurs communications publiées dans les Mémoires de la société : en 1831, "Méthode pratique pour greffer la vigne" ; en 1834, "premières expériences de chaptalisation". Mais sa grande passion  est la culture des roses dont il constitue une collection renommée. On lui attribue une cinquantaine de créations faites d'hybrides de thé, Boubon, Gallique... Sa première création date de 1818, alors qu'il était en disponibilité pour problèmes de santé. Ses créations ont été décrites dans les Mémoires de 1836. L'une de ses roses, Assemblage de Beautés, est toujours commercialisée.
Le général Delaage est mort à Angers le 22 décembre 1840, à l'âge de 74 ans. Ses obsèques, célébrées en grande pompe, ont lieu le jour de Noël, en la cathédrale Saint-Maurice. Un détachement du 30e régiment d'infanterie de ligne lui rendit les honneurs et escorta le convoi funéraire jusqu'à sa maison de campagne de Vaugoyeau où il avait souhaité être enterré. Son corps repose encore aujourd'hui dans la belle chapelle néo-renaissance avec ceux de son épouse, son fils et son épouse, et sept petits-enfants, tous morts en bas âge, chapelle que sa belle-fille avait fait construire en 1866.
En 1875, la famille Delaage fait don de trois vitraux pour l'église de Saint-Barthélemy-d'Anjou, sur lesquels les armes du général sont représentées.
Sur décision du conseil municipal d'Angers de 1886, une rue d'Angers porte son nom, de même qu'une rue de Saint-Barthélemy-d'Anjou, en 2016. 